# Модель обучения в процессе деятельности

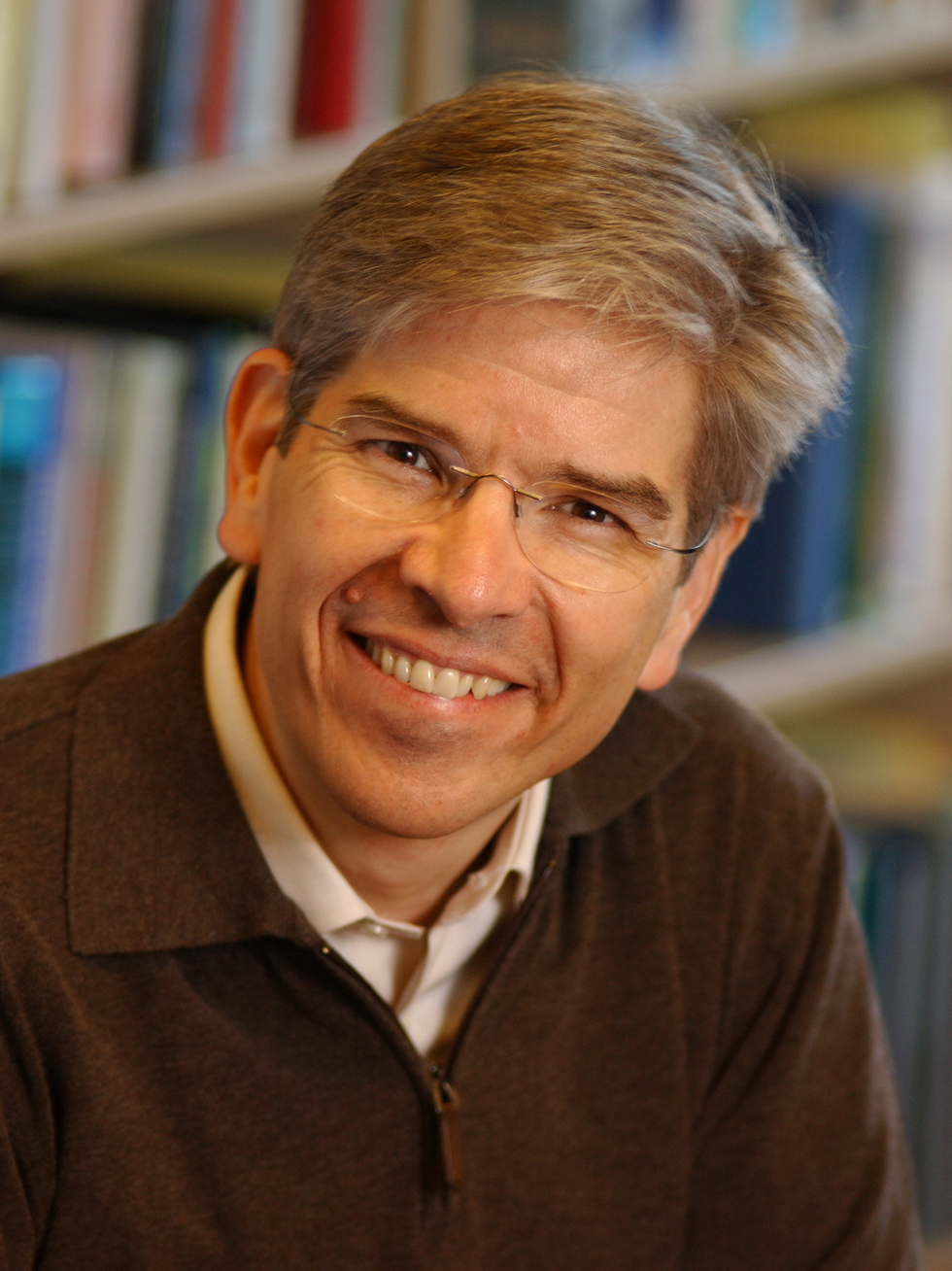
Пол Майкл Ромер

Моде́ль обуче́ния в проце́ссе де́ятельности (модель Эрроу — Ромера, модель Пола Ромера англ. Learning-by-doing model) — модель эндогенного экономического роста в условиях совершенной конкуренции. Она показывает возможность существования устойчивого экономического роста, обусловленного внешними эффектами от совокупного запаса капитала в экономике и эффектом перелива знаний (англ. knowledge spillover). Модель обучения в процессе деятельности способствовала пониманию источников экономического роста, обратив внимание исследователей на эффект перелива знаний, а также на тот факт, что знания и идеи являются неконкурентным товаром. Разработана в 1986 году Полом Ромером на основании идей Кеннета Эрроу.

## История создания

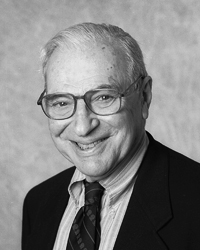
Кеннет Джозеф Эрроу

Первая неоклассическая модель экономического роста — модель Солоу — обладала недостатком экзогенности параметров «норма сбережений» и «темпы научно-технического прогресса», от которых зависят темпы экономического роста. Недостаток экзогенности нормы сбережений был преодолен в модели Рамсея — Касса — Купманса, после чего многие исследователи пытались построить модель, в которой экономический рост был бы эндогенным, то есть являлся бы следствием решения экономических агентов, а не задавался бы извне. Однако при постоянной отдаче от масштаба, являющейся одной из базовых неоклассических предпосылок о производственной функции, и совершенной конкуренции среди фирм, доход тратится на оплату труда и капитала, а средств на оплату научно-исследовательских работ (НИОКР) не остаётся. Первым выход из этого тупика предложил будущий лауреат Нобелевской премии по экономике Пол Ромер, разработав модель обучения в процессе деятельности (также известную как модель Эрроу — Ромера, модель Пола Ромера), представленную в работе «Возрастающая отдача и долгосрочный рост», изданной в «Journal of Political Economy» в октябре 1986 года.
Ромер использовал идеи другого лауреата Нобелевской премии по экономике, Кеннета Эрроу, изложенные в статье «Экономические последствия обучения в процессе деятельности», изданной в «The Review of Economic Studies» в июне 1962 года, о том, что процесс накопления знаний сопутствует накоплению капитала. Схожие идеи были изложены и в работе Эйтана Шешински «Оптимальное накопление обучения в процессе деятельности» в 1967 году. Предположения Эрроу о том, что инвестиции в производственные мощности повышают эффективность их использования, основывались на эмпирических исследованиях А. Сёрла и К. Гуди 1945 года по судостроительной отрасли, а также Т. Райта 1936 года и Г. Ашера 1956 года по авиастроительной отрасли. Эрроу рассматривал этот процесс в рамках отдельной отрасли, Ромер же распространил его на экономику в целом. Также он ввёл предпосылку об эффекте перелива знаний (англ. knowledge spillover), схожим с экстерналиями от человеческого капитала в модели Нельсона — Фелпса. Производственная функция вида {\displaystyle Y=F(K_{i},KL_{i})}, где {\displaystyle K_{i}} — капитал, задействованный фирмой, {\displaystyle K} — совокупный запас капитала, {\displaystyle L_{i}} — труд, задействованный фирмой, которая используется в модели, впервые была предложена М. Франкелем в статье «Производственная функция распределения и рост: синтез» в 1962 году. Хотя такой подход и является условным, он отражает важный факт, что знания являются неконкурентным товаром: как только некоторая технология становится широко известной, ею начинают пользоваться множество фирм, и использование её одними фирмами не препятствует использованию другими. Знания не являются неисключаемым благом. Однако вопросы, связанные с патентами на новые разработки и их стоимостью, Пол Ромер рассматривал позднее в модели растущего разнообразия товаров.

## Описание модели

### Базовые предпосылки модели
В модели рассматривается закрытая экономика. Фирмы максимизируют свою прибыль, а потребители — полезность. Фирмы функционируют в условиях совершенной конкуренции. Производится только один продукт {\displaystyle Y}, используемый как для потребления {\displaystyle C}, так и для инвестиций {\displaystyle I}. Темпы роста населения {\displaystyle n} и норма выбытия капитала {\displaystyle \delta } — постоянны и задаются экзогенно. В качестве работника и потребителя в модели выступает бесконечно живущий индивид (или домохозяйство). Предполагается, что между разными поколениями существуют альтруистические связи, при принятии решений домохозяйство учитывает ресурсы и потребности не только настоящих, но и будущих своих членов, что делает его решения аналогичным решениям бесконечно живущего индивида. Фискальная политика (государственные расходы и налоги) в модели отсутствует. Время {\displaystyle t} изменяется непрерывно.
Доходы индивида состоят из заработной платы {\displaystyle w_{t}} и поступлений от активов {\displaystyle r_{t}a_{t}}. Активы индивида {\displaystyle a_{t}} могут быть как положительными, так и отрицательными (долг). Процентная ставка {\displaystyle r_{t}} по вложениям и по долгу в модели принята одинаковой. В связи с этим в модели присутствует условие отсутствия схемы Понци (финансовой пирамиды): нельзя бесконечно выплачивать старые долги за счет новых:
{\displaystyle \lim _{t\to \infty }a_{t}e^{-\int \limits _{0}^{t}(r(\nu )-n)d\nu }\geq 0},
где {\displaystyle a_{t}={\frac {K_{t}}{L_{t}}}=k_{t}} — в закрытой экономике весь капитал принадлежит резидентам, а величина активов индивида {\displaystyle a_{t}} совпадает с запасом капитала на одного работающего {\displaystyle k}.
Предпосылка о закрытой экономике означает, что произведенный продукт тратится на инвестиции и потребление, экспорт/импорт отсутствуют, сбережения равны инвестициям: {\displaystyle S=I=sY}, {\displaystyle Y=C+I}.
Производственные функции {\displaystyle Y_{it}(K_{it},L_{it},E_{t})} фирм одинаковы {\displaystyle \forall i}. Они удовлетворяют неоклассическим предпосылкам:
1) технологический прогресс увеличивает производительность труда (нейтрален по Харроду): {\displaystyle Y_{it}=Y(K_{it},L_{it}E_{t})}.
2) в производственной функции используются труд {\displaystyle L} и капитал {\displaystyle K} она обладает постоянной отдачей от масштаба: {\displaystyle Y(aK_{i},aL_{i}E)=aY(K_{i},L_{i}E)}.
3) предельная производительность факторов положительная и убывающая: {\displaystyle {\frac {\partial Y_{i}}{\partial K_{i}}}>0,{\frac {\partial ^{2}Y_{i}}{\partial K_{i}^{2}}}<0,{\frac {\partial Y_{i}}{\partial L_{i}}}>0,{\frac {\partial ^{2}Y_{i}}{\partial L_{i}^{2}}}<0}.
4) производственная функция удовлетворяет условиям Инады, а именно, если запас одного из факторов бесконечно мал, то его предельная производительность бесконечно велика, если же запас одного из факторов бесконечно велик, то его предельная производительность бесконечно мала: {\displaystyle \lim _{K_{i}\to 0}{\frac {\partial Y_{i}}{\partial K_{i}}}=\lim _{L_{i}\to 0}{\frac {\partial Y_{i}}{\partial L_{i}}}=+\infty ,\lim _{K_{i}\to +\infty }{\frac {\partial Y_{i}}{\partial K_{i}}}=\lim _{L_{i}\to +\infty }{\frac {\partial Y_{i}}{\partial L_{i}}}=0}.
5) для производства необходим каждый фактор: {\displaystyle Y(K_{i},0)=Y(0,L_{i}E)=0}.
Наиболее часто в качестве конкретного примера производственной функции, удовлетворяющей предпосылкам модели, используется производственная функция Кобба-Дугласа:
{\displaystyle Y(K_{it},L_{it}E_{t})=K_{it}^{\alpha }(L_{it}E_{t})^{1-\alpha },0<\alpha <1},
где {\displaystyle \alpha } — эластичность выпуска по капиталу, {\displaystyle (1-\alpha )} — эластичность выпуска по труду.
Поскольку предполагается, что в экономике функционирует множество одинаковых фирм, предполагается наличие эффекта распространения знаний: работники могут обучать друг друга, и переходить из одной фирмы в другую, таким образом, фирмы получают внешний эффект от общего запаса капитала {\displaystyle K} (эффект перелива знаний) в экономике не неся никаких издержек. Совокупный запас капитала {\displaystyle K_{t}} и совокупные трудовые ресурсы {\displaystyle L_{t}} в экономике равны сумме (в непрерывной постановке — интегралу) капитала и трудовых ресурсов отдельных фирм.
{\displaystyle \int _{0}^{1}K_{it}di=K_{t},}
{\displaystyle \int _{0}^{1}L_{it}di=L_{t}}.
В модели предполагается, что технический прогресс зависит от знаний, приобретённых работниками на практике (отсюда и название модели — обучения в процессе деятельности). А эти знания зависят от сложности используемого оборудования, или в терминах модели — от общего объёма задействованного в экономике капитала. Размер фирм относительно общего размера экономики мал, потому каждая фирма считает значение {\displaystyle E_{t}} экзогенно заданным ({\displaystyle {\frac {\partial E_{t}}{\partial K_{it}}}={\frac {\partial K_{t}}{\partial K_{it}}}=0}), на которое её решения не влияют:
{\displaystyle E_{t}=BK_{t}},
где {\displaystyle B} — технологический параметр, {\displaystyle B=const}.
Население растет {\displaystyle L_{t}}, равное в модели совокупным трудовым ресурсам, растет с постоянным темпом {\displaystyle n}: {\displaystyle L_{t}=L_{0}e^{nt},n=const}.
Индивид предлагает одну единицу труда (предложение труда неэластично) и получает натуральную заработную плату (в единицах товара). Функция полезности бесконечно живущего индивида-потребителя {\displaystyle u(c_{t})} является сепарабельной, то есть потребление прошлых и будущих периодов не влияют на текущую полезность, влияет только потребление текущего периода. Она удовлетворяет условиям {\displaystyle u'(c)>0,u''(c)<0} и условиям Инады (при потреблении, стремящемся к нулю, предельная полезность стремится к бесконечности, при потреблении, стремящемся к бесконечности, предельная полезность стремится к нулю): {\displaystyle \lim _{c\to 0}u'(c)=+\infty ;\lim _{c\to \infty }u'(c)=0}, а также обладает постоянной эластичностью замещения {\displaystyle {\frac {u''(c)}{u'(c)}}c}, и имеет вид:
{\displaystyle U(c)=\int _{0}^{\infty }{\frac {c^{1-\theta }-1}{1-\theta }}e^{-(\rho -n)t}dt},
где {\displaystyle \rho } — коэффициент межвременного предпочтения потребителя, {\displaystyle \rho >0,\rho =const}.
Для поиска решения модели используются удельные показатели: выпуск на единицу труда {\displaystyle y={\frac {Y}{L}}}, запас капитала на единицу труда {\displaystyle k={\frac {K}{L}}}, потребление на единицу труда {\displaystyle c={\frac {C}{L}}}.

### Задача потребителя
Доходы индивида расходуются либо на потребление, либо на увеличение активов (сбережений). Население растет темпом {\displaystyle n}, поэтому активы на одного человека сокращаются с этим же темпом, то есть скорость изменения активов в каждый момент времени уменьшаются на {\displaystyle na_{t}}. Таким образом, производная активов по времени {\displaystyle {\dot {a}}}, выступающая в качестве бюджетного ограничения индивида, имеет вид:
{\displaystyle {\dot {a}}=w+ra_{t}-c-na_{t}}.
Задача потребителя заключается в максимизации полезности {\displaystyle U} при бюджетном ограничении и при ограничении на отсутствие схемы Понци. Решение задачи потребителя аналогично модели Рамсея — Касса — Кумпанса. Поскольку бюджетное ограничение представлено как производная по времени, то задача потребителя представлена в виде задачи динамической оптимизации. Её решение можно найти путём построения функция Гамильтона и нахождения её максимума с помощью принципа максимума Понтрягина.
Функция Гамильтона выглядит следующим образом:
{\displaystyle H={\frac {c^{1-\theta }-1}{1-\theta }}e^{-(\rho -n)t}+\lambda _{t}(w_{t}+r_{t}a_{t}-c-na_{t})}
при условии:
{\displaystyle \lim _{t\to \infty }a_{t}e^{-\int \limits _{0}^{t}(r(\nu )-n)d\nu }\geq 0}.
Условие максимума первого порядка: {\displaystyle {\frac {\partial H}{\partial c}}=c^{-\theta }e^{-(\rho -n)t}-\lambda _{t}=0}.
Фазовая координата (сопряжённое уравнение): {\displaystyle {\frac {\partial H}{\partial a}}=(r_{t}-n)\lambda _{t}=-{\dot {\lambda }}}, где {\displaystyle {\dot {\lambda }}} — производная {\displaystyle \lambda } по времени.
Условие трансверсальности (при невыполнении которого найденное решение может оказаться не максимумом, а седловой точкой): {\displaystyle \lim _{t\to \infty }\lambda _{t}a_{t}=0}, где {\displaystyle \lambda _{t}} представляют собой теневые цены активов (теневые цены учитывают внешние эффекты в стоимости товаров, если фирмы и потребители принимают решения в соответствии со структурой цен, пропорциональной теневой, то в экономике достигается оптимальное по Парето состояние). В данном случае условие трансверсальности совпадает с ограничением на отсутствие схемы Понци.
Искомое решение, называемое также правилом Кейнса — Рамсея, имеет вид:
{\displaystyle {\frac {\dot {c}}{c}}={\frac {1}{\theta }}(r_{t}-\rho )},
где {\displaystyle {\dot {c}}} — производная потребления на единицу труда по времени.

### Задача фирмы
С учетом принятых предпосылок, производственную функцию можно записать следующим образом:
{\displaystyle {\frac {Y_{t}}{K}}={\frac {F(K_{t}.BK_{t}L_{t})}{K}}=F(1,BL_{t})={\tilde {f}}(L_{t})}.
Тогда:
{\displaystyle y_{t}={\frac {Y_{t}}{K_{t}}}\times {\frac {K_{t}}{L_{t}}}=k_{t}{\tilde {f}}(L_{t})}.
Поскольку производственная функция у фирм одинакова, задачу фирмы {\displaystyle i} по максимизации прибыли {\displaystyle \pi _{i}} можно записать в агрегированном виде:
{\displaystyle \pi _{i}=F(K_{it},BK_{t}L_{it})-(r_{t}+\delta )K_{it}-w_{t}L_{it}=L_{it}(k_{t}{\tilde {f}}(L_{it})-(r_{t}+\delta )k_{it}-w_{t})\to \max }
В условиях совершенной конкуренции, и учитывая, что производственные функции фирм одинаковые, предельные производительности факторов производства равны их ценам:
{\displaystyle {\frac {\partial Y_{t}}{\partial L}}=w_{t}=K_{t}{\tilde {f}}'(L_{t})},
{\displaystyle {\frac {\partial Y_{t}}{\partial K}}=r_{t}+\delta ={\tilde {f}}(L_{t})-L_{t}{\tilde {f}}'(L_{t})}.

### Общее экономическое равновесие
Учитывая, что {\displaystyle a=k}, обозначив темп роста потребления {\displaystyle g_{c}^{*}={\frac {\dot {c}}{c}}}, темп роста выпуска {\displaystyle g_{y}^{*}={\frac {\dot {y}}{y}}} и подставив полученные из решения задачи фирмы значения {\displaystyle r_{t}} и {\displaystyle w_{t}} в уравнение динамики активов, получим:
{\displaystyle {\frac {\dot {c}}{c}}=g_{c}^{*}={\frac {1}{\theta }}({\tilde {f}}(L_{t})-L_{t}{\tilde {f}}'(L_{t})-\delta -\rho )}.
{\displaystyle g_{c}^{*}<g_{y}^{*}} противоречило бы условию трансверсальности, а {\displaystyle g_{c}^{*}>g_{y}^{*}} — бюджетному ограничению потребителя, потому в равновесном состоянии {\displaystyle g_{c}^{*}=g_{y}^{*}}.
В рамках принятых предпосылок, {\displaystyle {\tilde {f}}(L_{t})-L_{t}{\tilde {f}}'(L_{t})} строго возрастает по {\displaystyle L_{t}}. Что можно показать на примере функции Кобба-Дугласа:
{\displaystyle {\tilde {f}}(L_{t})-L_{t}{\tilde {f}}'(L_{t})=(BL)^{\alpha }-\alpha B^{\alpha }L^{\alpha -1}=(1-\alpha )(BL)^{\alpha }}.
Потому в модели присутствует эффект масштаба: чем больше рабочая сила {\displaystyle L}, тем выше темпы роста.

### Оптимальное экономическое равновесие
Поскольку в экономике присутствуют внешние эффекты, которые не учитываются фирмами при принятии решений (согласно предпосылкам, каждая фирма считает значение {\displaystyle E_{t}} экзогенно заданным), потому децентрализованное равновесие в модели не является оптимальным. В этой модели при централизованном планировании можно достичь более высокого равновесного уровня потребления {\displaystyle c}. Бюджетное ограничение для централизованного планирования можно записать в следующем виде:
{\displaystyle {\dot {k}}=y_{t}-c_{t}-\delta k_{t}-nk_{t}=k_{t}{\tilde {f}}(L_{t})-c_{t}-\delta k_{t}-nk_{t}},
где {\displaystyle {\dot {k}}} — производная запаса капитала на единицу труда по времени
Задачей централизованного планирования является максимизация потребления выглядит при заданном ограничении.
Функция Гамильтона выглядит: следующим образом:
{\displaystyle {\hat {H}}={\frac {c^{1-\theta }}{1-\theta }}e^{-(\rho -n)t}+\lambda _{t}(k_{t}{\tilde {f}}(L_{t})-c_{t}-\delta k_{t}-nk_{t})}
при условии:
{\displaystyle \lim _{t\to \infty }k_{t}e^{-\int \limits _{0}^{t}(r(\nu )-n)d\nu }\geq 0}.
Условие максимума первого порядка: {\displaystyle {\frac {\partial {\hat {H}}}{\partial c}}=c^{-\theta }e^{-(\rho -n)t}-\lambda _{t}=0}.
Фазовая координата (сопряжённое уравнение): {\displaystyle {\frac {\partial {\hat {H}}}{\partial k}}=({\tilde {f}}(L_{t})-n-\delta )\lambda _{t}=-{\dot {\lambda }}}, где {\displaystyle {\dot {\lambda }}} — производная {\displaystyle \lambda } по времени.
Условие трансверсальности (при невыполнении которого найденное решение может оказаться не максимумом, а седловой точкой): {\displaystyle \lim _{t\to \infty }\lambda _{t}a_{t}=0}, где {\displaystyle \lambda _{t}} — теневые цены активов.
Решение этой задачи имеет вид:
{\displaystyle {\frac {\dot {c}}{c}}=g_{c}^{*}={\frac {1}{\theta }}({\tilde {f}}(L_{t})-\delta -\rho )=g_{y}^{*}}.
Таким образом, темпы роста потребления и выпуска в модели при централизованном планировании выше, чем темпы роста при конкурентном равновесии.

## Преимущества, недостатки, и дальнейшее развитие модели
Достоинством модели является то, что она, в отличие от более ранних моделей (модель Рамсея — Касса — Купманса, модель пересекающихся поколений) демонстрирует возможность устойчивого экономического роста без экзогенно задаваемых темпов научно-технического прогресса. Рост в модели основан на внешних эффектах от совокупного запаса капитала в экономике, за счет которых предельная производительность капитала {\displaystyle {\frac {\partial Y}{\partial K}}} не падает при увеличении запаса капитала {\displaystyle K}. Технологический прогресс в модели интерпретируется как следствие обучения в процессе деятельности работников, а накопление знаний сопутствует накоплению капитала.
Модель не предполагает ни абсолютной, ни условной конвергенции, так как темпы роста не падают с ростом объёма выпуска, а значит, в рамках её предпосылок бедные страны не могут догнать богатые. Это более реалистичный вывод, чем у моделей Солоу и Рамсея — Касса — Купманса, предполагавших, что при одинаковых структурных параметрах, бедные страны должны догонять богатые. В большинстве случаев бедные страны действительно не могут догнать богатые, хотя единичные примеры таких стран известны (японское экономическое чудо, корейское экономическое чудо). Более того, в модели обучения в процессе деятельности различия, существующие между странами, со временем только нарастают, а значит, бедные страны не только не могут догнать богатые, но и все больше отстают от них. Такой вывод представляется чрезмерно пессимистичным по отношению к развивающимся странам и эмпирически не подтверждается.
Существенным недостатком модели является прямая зависимость темпов роста от объёма трудовых ресурсов {\displaystyle L}, которую сам Ромер объясняет эффектом перелива знаний, который позволяет каждой фирме получать внешний эффект от всего объёма капитала в экономике. На практике же ещё имеется разная степень связанности экономики внутри и между регионами, неоднородная интегрированность (например, связи между разными регионами России могут быть менее тесными, чем между странами Евросоюза), что требует введения в модель некого коэффициента степени распространения знаний. Помимо этого, прямая зависимость темпов роста от объёма трудовых ресурсов {\displaystyle L} предполагает, что большие (с точки зрения населения) страны должны расти существенно быстрее малых, что не нашло эмпирического подтверждения. Более того, модель предполагает, что при наличии роста населения темпом {\displaystyle n}, рост ВВП на душу населения будет ускоряться, так как {\displaystyle {\tilde {f}}(L_{t})-L_{t}{\tilde {f}}'(L_{t})} строго возрастает по {\displaystyle L_{t}}, но в реальности же исследователи отмечали, что многие развивающиеся страны попадают мальтузианскую ловушку, когда слишком быстрый рост населения приводит к снижению уровня ВВП на душу населения даже при условии, что экономика в целом растет, но меньшими темпами, чем население (см. неомальтузианство). Многие исследователи показывали, что большие страны не растут быстрее малых. Например, Чарльз Джонс показал, что такая предпосылка не соответствует эмпирическим данным. В своей работе Джонс предложил модель, объясняющую полученные результаты, являющуюся упрощённой модификацией модели растущего разнообразия товаров.
Ранние исследования, использовавшие данные по промышленному производству в США, обнаружили, что в некоторых отраслях наблюдается положительное влияние опыта на производительность труда. Но более поздние оценки производственной функции США не подтвердили наличия статистически значимых внешних эффектов от размера капитала. Но даже ранние исследования фиксировали лишь незначительные внешние эффекты, намного меньшие, чем предсказываемое по модели влияние капитала. В модели в понятие «капитал» включается много различных типов деятельности: физический капитал, человеческий капитал, обучение, создание новых продуктов. Из-за того, что столь различные понятия объединены в одну переменную {\displaystyle K}, модель носит достаточно ограниченный характер.
Тем не менее модель обучения в процессе деятельности внесла свой вклад в понимание источников экономического роста, обратив внимание исследователей на эффект перелива знаний, а также на тот факт, что знания и идеи являются неконкурентным товаром.